# Coppa del Mondo di snowboard 2006
La stagione della Coppa del Mondo di snowboard 2006 è iniziata il 14 settembre 2005 con gli halfpipe, sia maschile che femminile, a Valle Nevado in Cile e si è conclusa il 19 marzo 2006 a Furano in Giappone.
Si sono disputate 37 gare maschili (7 giganti paralleli, 4 slalom paralleli, 10 snowboard cross, 11 halfpipe e 5 big air) e 32 femminili (7 giganti paralleli, 4 slalom paralleli, 10 snowboard cross, e 11 big air).
Alla fine della stagione la Coppa del Mondo generale è maschile è stata vinta dallo snowboarder svizzero Simon Schoch, mentre quella femminile dalla connazionale Daniela Meuli.

## Uomini

### Classifica generale
| Pos. | Nome               | Nazione  | Punti |
| ---- | ------------------ | -------- | ----- |
| 1    | Simon Schoch       | Svizzera | 6900  |
| 2    | Philipp Schoch     | Svizzera | 6595  |
| 3    | Jasey-Jay Anderson | Canada   | 5042  |
| 4    | Jan Michaelis      | Germania | 4560  |
| 5    | Heinz Inniger      | Svizzera | 4470  |

### Parallelo
| Pos. | Nome               | Nazione  | Punti |
| ---- | ------------------ | -------- | ----- |
| 1    | Simon Schoch       | Svizzera | 6900  |
| 2    | Philipp Schoch     | Svizzera | 6595  |
| 3    | Heinz Inniger      | Svizzera | 4470  |
| 4    | Andreas Prommegger | Austria  | 4060  |
| 5    | Marc Iselin        | Svizzera | 3478  |

### Snowboard cross
| Pos. | Nome               | Nazione     | Punti |
| ---- | ------------------ | ----------- | ----- |
| 1    | Jasey-Jay Anderson | Canada      | 3950  |
| 2    | Drew Neilson       | Canada      | 3606  |
| 3    | Xavier De Le Rue   | Francia     | 3372  |
| 4    | Nate Holland       | Stati Uniti | 3230  |
| 5    | Marco Huser        | Svizzera    | 2837  |

### Halfpipe
| Pos. | Nome            | Nazione   | Punti |
| ---- | --------------- | --------- | ----- |
| 1    | Jan Michaelis   | Germania  | 4560  |
| 2    | Xaver Hoffmann  | Germania  | 3560  |
| 3    | Kazuhiro Kokubo | Giappone  | 2420  |
| 4    | Antti Autti     | Finlandia | 2400  |
| 5    | Brad Martin     | Canada    | 2260  |

### Big air
| Pos. | Nome            | Nazione   | Punti |
| ---- | --------------- | --------- | ----- |
| 1    | Stefan Gimpl    | Austria   | 3100  |
| 2    | Ville Uotila    | Finlandia | 2820  |
| 3    | Matevž Petek    | Slovenia  | 2610  |
| 4    | Florian Mausser | Austria   | 1690  |
| 5    | Jaakko Ruha     | Finlandia | 1440  |

## Donne

### Classifica generale
| Pos. | Nome             | Nazione  | Punti |
| ---- | ---------------- | -------- | ----- |
| 1    | Daniela Meuli    | Svizzera | 8400  |
| 2    | Julie Pomagalski | Francia  | 8030  |
| 3    | Manuela Pesko    | Svizzera | 6475  |
| 4    | Doresia Krings   | Austria  | 5980  |
| 5    | Maëlle Ricker    | Canada   | 5150  |

### Parallelo
| Pos. | Nome             | Nazione  | Punti |
| ---- | ---------------- | -------- | ----- |
| 1    | Daniela Meuli    | Svizzera | 8400  |
| 2    | Julie Pomagalski | Francia  | 5130  |
| 3    | Ursula Bruhin    | Svizzera | 4790  |
| 4    | Fränzi Kohli     | Svizzera | 3910  |
| 5    | Doris Günther    | Austria  | 3600  |

### Snowboard cross
| Pos. | Nome              | Nazione  | Punti |
| ---- | ----------------- | -------- | ----- |
| 1    | Dominique Maltais | Canada   | 4690  |
| 2    | Maëlle Ricker     | Canada   | 4010  |
| 3    | Doresia Krings    | Austria  | 3710  |
| 4    | Olivia Nobs       | Svizzera | 3360  |
| 5    | Mellie Francon    | Svizzera | 3040  |

### Halfpipe
| Pos. | Nome             | Nazione  | Punti |
| ---- | ---------------- | -------- | ----- |
| 1    | Manuela Pesko    | Svizzera | 6360  |
| 2    | Paulina Ligocka  | Polonia  | 3640  |
| 3    | Sophie Rodriguez | Francia  | 3560  |
| 4    | Shiho Nakashima  | Giappone | 3080  |
| 5    | Doriane Vidal    | Francia  | 3000  |